# Ferdinand Boey
Ferdinand Jan-Baptist Boey (Lillo, 16 januari 1921 - Beveren, 10 mei 2013) was een Belgisch politicus voor de Liberale Partij / PVV.

## Levensloop
Boey werd beroepshalve beheerder-zaakvoerder.
Ferdinand Boey werd voor de Liberale Partij en daarna de PVV van 1958 tot 1971 lid van de volksvertegenwoordiger voor het arrondissement Antwerpen. Van 1966 tot 1971 was hij secretaris van de Kamer. Van 1965 tot 1974 was hij lid van de Interparlementaire Beneluxraad. In 1966 was hij gedelegeerde op de Algemene Vergadering van de VN.
Daarna was hij van 1971 tot 1981 rechtstreeks gekozen senator. Van 1973 tot 1981 was hij derde ondervoorzitter van de Senaat. In de jaren 1973 en 1974 was hij eveneens voorzitter van het Benelux-parlement.
In de periode december 1971-oktober 1980 zetelde hij als gevolg van het toen bestaande dubbelmandaat ook in de Cultuurraad voor de Nederlandse Cultuurgemeenschap, die op 7 december 1971 werd geïnstalleerd. Vanaf 21 oktober 1980 tot november 1981 was hij tevens korte tijd lid van de Vlaamse Raad, de opvolger van de Cultuurraad en de voorloper van het huidige Vlaams Parlement.
Van 1992 tot 1996 was hij voorzitter van Pro Lege.